# By Request: More of the Greatest Live Show on Earth
Cet article possède un paronyme, voir By Request (homonymie).
Albums de Jerry Lee Lewis
Memphis Beat
(1966) Soul My Way
(1967)
By Request: More of the Greatest Live Show on Earth est un album live de Jerry Lee Lewis, enregistré sous le label Smash Records et sorti en 1966. L'album est la suite de celui de 1964, The Greatest Live Show on Earth et est enregistré au Panther Hall (en) à Fort Worth (États-Unis), le 20 août 1966.

## Liste des chansons
Face A
1. Little Queenie (Chuck Berry)
2. How's My Ex Treating You (Vic McAplin)
3. Johnny B. Goode (Chuck Berry)
4. Green, Green Grass of Home (chanson)' (Curly Putman)
5. What'd I Say, Part II (Ray Charles)

Face B
1. You Win Again (Hank Williams)
2. I'll Sail My Ship Alone (Moon Mullican (en))
3. Cryin' Time (Buck Owens)
4. Money (Gordy, Jr./Bradford)
5. Roll Over Beethoven" (Chuck Berry)

## Source de la traduction
- (en) Cet article est partiellement ou en totalité issu de l’article de Wikipédia en anglais intitulé « By Request: More of the Greatest Live Show on Earth » (voir la liste des auteurs).